# Сафари в Делхи
Сафари в Делхи е индийски компютърно-анимационен филм създаден през 2012 година. Създаден е от студио Krayon pictures.

## Сюжет
Гората в която живеят майка гепард и малкото ѝ е в опасност. Заедно с помощта на един опитомен папагал, една мечка и една маймуна, те решават да отидат до Делхи, където да кажат на хората да спрат да убиват животни и да унищожават горите.

## Герои
Бегум е женски гепард, чийто съпруг е убит в началото на филма.
Юви е синът на Бегум.
Алекс е домашен папагал, който може да говори с хората.
Баджаранги е маймуна, която мрази Алекс и прави всичко възможно, за да се отърве от него.
Бага е мъжка мечка.